# 金色眼睛的映像
《金色眼睛的映像》（英語：Reflections in a Golden Eye）美国女性小说家卡森·麦卡勒斯的长篇小说。该书曾被改编成电影，于1967年上映，由好莱坞巨星伊丽莎白·泰勒、马龙·白兰度、约翰·赫斯顿等主演。

## 内容
1930年，美国军队在美国南方的一支分队中，潘德腾上尉是一名双性恋，美军上校兰顿和妻子利奥诺拉到驻地时，三人的性生活彻底混乱。

## 译著
该书简体中文版本由陈黎翻译。